# Общие положения обеспечения безопасности атомных станций
Общие положения обеспечения безопасности атомных станций (ОПБ-88/97) — российский документ верхнего уровня (по отношению к ПБЯ РУ АС-89), содержит основные меры технического и организационного порядка которые должны выполняться для обеспечения безопасности АС. ПБЯ РУ АС-89 — на основе ОПБ-88/97 более подробно и развернуто регламентируют вопросы проектирования, эксплуатации и ремонта АС. Уже сегодня существуют и одобрены экспертами из ведущих ядерных стран проекты по созданию ядерных энергетических установок на качественно новом уровне безопасности для различных географических зон с отличающимися климатическими условиями.
- ОПБ-88/97 относятся к федеральным нормам и правилам в области использования атомной энергии. Они регламентируют вопросы безопасности, специфичные для АС как источника возможного радиационного воздействия на персонал, население и окружающую среду.
- ОПБ-88/97 устанавливают цели, ориентиры и основные критерии безопасности, а также основные принципы и характер технических и организационных мер, направленных на достижение безопасности. Объем, полнота и глубина реализации этих принципов и мер должны соответствовать федеральным нормам и правилам в области использования атомной энергии, а также другим нормативным документам и государственным стандартам (далее по тексту — нормативные документы), обоснованность применения которых для конкретных АС должна подтверждаться Ростехнадзором при лицензировании.

При отсутствии необходимых нормативных документов предлагаемые конкретные технические решения обосновываются и устанавливаются в проекте в соответствии с достигнутым уровнем науки и техники. Приемлемость таких решений определяется Ростехнадзором при лицензировании АС.
- ОПБ-88/97 обязательны для всех юридических и физических лиц, осуществляющих деятельность, связанную с размещением, проектированием, сооружением, вводом в эксплуатацию, эксплуатацией и выводом из эксплуатации блоков АС, и действуют на всей территории Российской Федерации.
- Введение в действие ОПБ-88/97 не влечет за собой прекращение действия или изменение срока действия лицензий и разрешений Ростехнадзором на право ведения работ в области использования атомной энергии.

Сроки и объем приведения АС в соответствие с настоящими Общими положениями определяются в каждом конкретном случае в порядке, установленном для лицензирования деятельности по сооружению и эксплуатации АС.
- Дополнения и изменения в ОПБ-88/97 вносятся в порядке, установленном Правительством Российской Федерации для разработки и утверждения федеральных норм и правил в области использования атомной энергии.